# با كوناتي
با كوناتي (بالسويدية: Pa Konate)‏ (25 أبريل 1994 السويد - ) هو لاعب كرة قدم سويدي.

## مسيرته الكروية
لعب با كوناتي خلال مسيرته الاحترافية مع 5 أندية في تسعة مواسم وسجل خلالها هدفًا واحدًا ضمن 101 مباراة. ولم يفز بأي موسم بالكأس وفاز في أربعة مواسم بالدوري.
خاض با كوناتي مسيرته مع نادي مالمو في عامي 2013-2015 في المرة الأولى ولمدة موسمين ثم في موسم 2015 واستمر معه طيلة ثلاثة مواسم، مشاركًا طوالها في 56 مباراة ولم يسجل أي هدف. ثم انتقل إلى نادي أوسترس ما بين عامي 2014 و2015 لمدة موسم واحد، حيث شارك في 15 مباراة ولم يسجل أي هدف أيضًا. لينتقل بعدها إلى نادي سبال في موسم 2017–18 لمدة موسم واحد، لم يشارك في أي مباراة ولم يسجل أي هدف أيضًا. ثم انتقل إلى نادي سينسيناتي ما بين عامي 2018 و2019 لمدة موسم واحد، مشاركًا في 5 مباريات ولم يسجل أي هدف أيضًا. هذا وانتقل لاحقًا إلى نادي سوندسفال ‏ ما بين عامي 2019 و2020 لمدة موسم واحد، مشاركًا في 25 مباراة سجل خلالها هدفًا واحدًا.

## وصلات خارجية
با كوناتي على موقع الاتحاد الأوربي (الإنجليزية)
- با كوناتي على موقع اتحاد السويد (السويدية)
- با كوناتي على موقع إي إس بي إن إف سي (الإنجليزية)
- با كوناتي على موقع قاعدة بيانات كرة القدم.إي يو (الإنجليزية)
- با كوناتي على موقع ناشيونال فوتبول تيمز (الإنجليزية)
- با كوناتي على موقع Soccerway.com (الإنجليزية)
- با كوناتي على موقع أوليمبيديا (الإنجليزية)
- با كوناتي على موقع اللجنة الأولمبية السويدية (السويدية)
- با كوناتي على موقع AS.com (الإسبانية)